# Билгарене (Ловецька область)
Билгаре́не (болг. Българене) — село в Ловецькій області Болгарії. Входить до складу общини Ловеч.

## Населення
За даними перепису населення 2011 року у селі проживали 175 осіб.
Національний склад населення села:
| Національність   | Кількість осіб | Відсоток |
| ---------------- | -------------- | -------- |
| болгари          | 129            | 81,6%    |
| турки            | 17             | 10,8%    |
| цигани           | 7              | 4,4%     |
| інша             | 0              | 0%       |
| не визначились   | 5              | 3,2%     |
| Всього відповіли | 158            |          |

Розподіл населення за віком у 2011 році:
Динаміка населення: